# Hegoalde

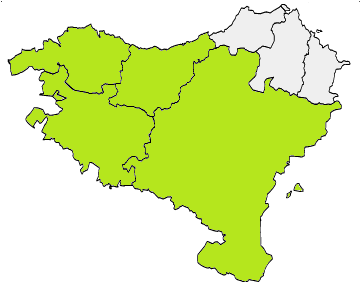
Localizzazione di Hegoalde (in verde) in Euskal Herria.

Lo Hegoalde, noto in italiano come il Paese Basco meridionale, è la regione del Paese basco che fa parte della Spagna. È formato dalle regioni spagnole della Navarra e dei Paesi Baschi.
A nord è bagnato dal Mar Cantabrico, a nord-est confina con Iparralde, la parte settentrionale di Euskal Herria sotto l'amministrazione francese, a sud-est confina con l'Aragona, a sud confina con La Rioja, a ovest confina con la Castiglia e León e a nord-ovest confina con la Cantabria.
Le città più importanti sono Amurrio, Barañain, Barakaldo, Bilbao, Donostia (San Sebastian), Errenteria, Getxo, Irun, Iruñea (Pamplona), Laudio, Tutera, Vitoria-Gasteiz e Zarautz.